# Paximáda (Lassithi)
Paximáda, en grec moderne : Παξιμάδα, est une île inhabitée du dème de Sitía, en Crète, en Grèce. L'île fait partie de l'archipel des Dionysades.
Sur l'îlot se trouve une importante colonie de faucons d'Éléonore (Falco eleonorae) qui migrent vers Madagascar en hiver. L'île a une superficie de 0,311 km2.